# Mnasitheus
Mnasitheus is een geslacht van vlinders van de familie dikkopjes (Hesperiidae), uit de onderfamilie Hesperiinae.

## Soorten
- M. cephoides Hayward, 1943
- M. continua Evans, 1955
- M. chrysophrys (Mabille, 1891)
- M. forma Evans, 1955
- M. gemignanii (Hayward, 1940)
- M. nella Evans, 1955
- M. nitra Evans, 1955
- M. ritans (Schaus, 1902)
- M. simplicissima (Herrich-Schäffer, 1870)
- M. spangla Evans, 1955
- M. strandi Biezanko & Mielke, 1973